# Пантелімон Халіппа

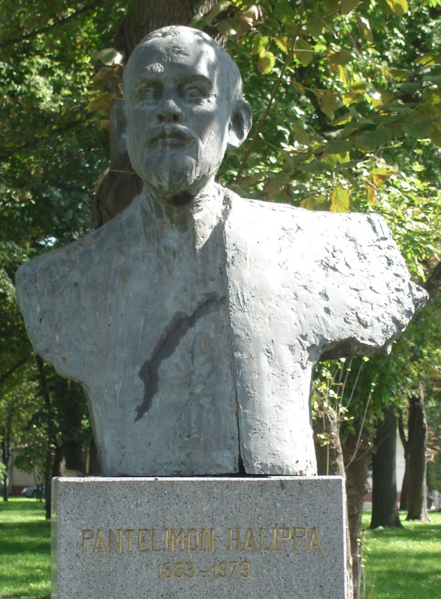
Погруддя Халіппи в Алба-Юлії

Пантелімон Халіппа (рум. Pantelimon Halippa, *13 серпня 1883, Куболта, Сороцький повіт, Бессарабська губернія — †30 квітня 1979, Бухарест) — молдовський і румунський політичний і громадський діяч, журналіст, історик-краєзнавець, провідний ідеолог об'єднання Бессарабії з Румунським королівством.
Публікувався спочатку російською і румунською, а з 1918 року виключно румунською мовою.

## Біографія
Народився 13 серпня 1883 в селі Куболта Сороцького повіту Бессарабської губернії (нині Синжерейський район Молдови) в родині паламаря сільській Свято-Єлисаветської церкви Миколи Івановича Халіппи і його дружини Параскеви Дмитрівни.
Навчався в початковій школі в рідному селі, відвідував курси в Єдинецькій духовній семінарії, потім в Кишинівській духовній семінарії. У 1904 вступив в Юр'ївський університет, але після революції 1905 був змушений повернутися в Бессарабію, де брав активну участь у громадському житті. Видавав газету, увійшов до керівництва Молдовської національної партії. У 1917 став віцепредседателем Сфатул Церій. Після приєднання Бессарабії до Румунського королівства Халіппа займав високі державні посади — депутат, сенатор, міністр у кількох урядах. Пантелеймон Халіппа заснував в Кишиневі Народний університет, консерваторію «Уніря», Союз бессарабських письменників і журналістів, видавниче товариство «Лучаферул».
У 1950 Халіппа був арештований і висланий в СРСР, де був засуджений до 25 років каторги. Однак, через три роки його амністували і відправили до Румунії. Але тут і до 1957 Халіппа пробув у в'язниці.
Він помер в 1979 в Бухаресті.

## Літературна діяльність
Халіппа написав понад 280 віршів, статей, перекладів, кілька історичних досліджень «Бессарабія до приєднання до Росії» (1914), «Бессарабія за часів імператора Олександра I». Після смерті була видана «Історія мого життя» (Povestea vieţii mele, 1990) і збірник статей (2001).

## Пам'ять
- Іменем Халіппа названа площа в Кишиневі, вулиці в Кишиневі (колишня Малиновського), Дрокія, Калараш, Окниці, Сороках, Унгенах, Фалештах.
- У 1998 була випущена поштова марка Молдови, присвячена Халіппе.